# Hieronim Wołłowicz
Hieronim (Jarosz) Wołłowicz herbu Bogoria (zm. w 1643) – starosta generalny żmudzki w 1619 roku, podkanclerzy litewski w 1618 roku, podskarbi wielki litewski w 1605 roku, podskarbi nadworny litewski w 1600 roku, ciwun pojurski w 1600 roku, pisarz wielki litewski w latach 1598–1618, sekretarz Jego Królewskiej Mości.
Syn Iwana, brat biskupa wileńskiego Eustachego Wołłowicza i starosty grodzieńskiego Pawła Wołłowicza. Jego ojciec był wyznania kalwińskiego, a matka prawosławnego. Podobnie jak brat przeszedł z kalwinizmu na katolicyzm podczas nauk w kolegium jezucikim.
Studiował na Uniwersytecie w Ingolstadt i Uniwersytecie w Altdorfie w 1578 roku oraz na Uniwersytecie w Padwie w 1593 roku.
Jako administrator dóbr królewskich na Litwie założył parafię w Zalesiu. Zapisem testamentalnym z 14 czerwca 1602 r. nadał kościołowi w Zalesiu folwark z zabudowaniami w tej miejscowości oraz wsie Zalesie i Pohorany. Fundację tę zatwierdził król Zygmunt III Waza. W 1618 r. Wołłowicz przeniósł uposażenie parafii na klasztor bernardynek w Grodnie. Odtąd one pobierały dochody i miały utrzymać duszpasterza i kościół.
W 1617 roku, na polecenie króla Zygmunta III Wazy, zbudował w Sokolanach drewniany kościół i plebanię oraz wymierzył grunta pod przyszłe uposażenie parafii. Dnia 12 kwietnia 1618 r. Hieronim Wołłowicz i biskup wileński Eustachy Wołłowicz wydali dokument fundacyjny i jednocześnie erekcyjny dla parafii sokolańskiej.
W 1628 roku wyznaczony komisarzem z Senatu do zapłaty wojsku Wielkiego Księstwa Litewskiego.

Był elektorem Władysława IV Wazy z Księstwa Żmudzkiego w 1632 roku.

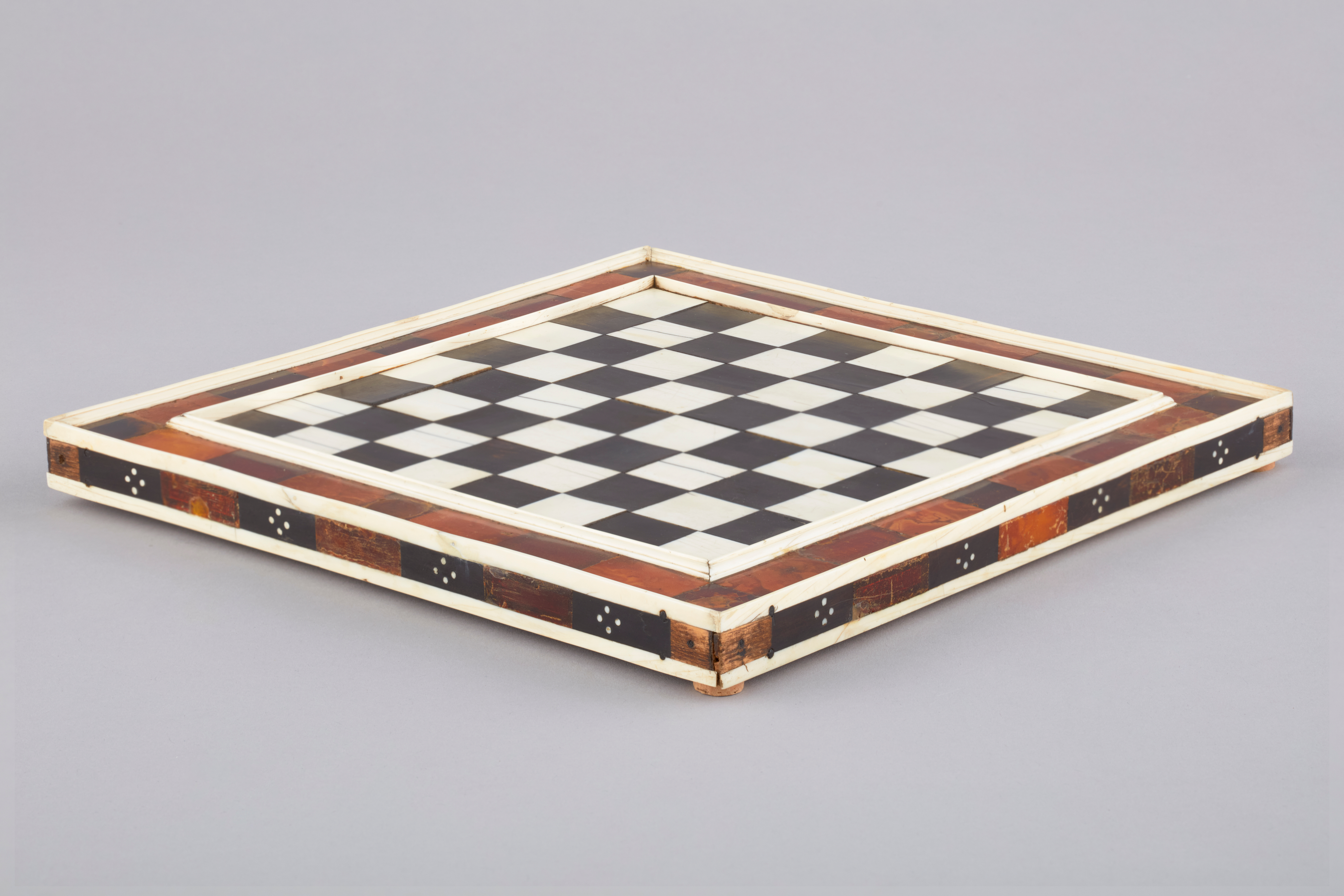
Szachownica podarowana królowi Zygmuntowi III w 1608 roku przez Hieronima Wołłowicza